# Spezialbaukombinat Magdeburg

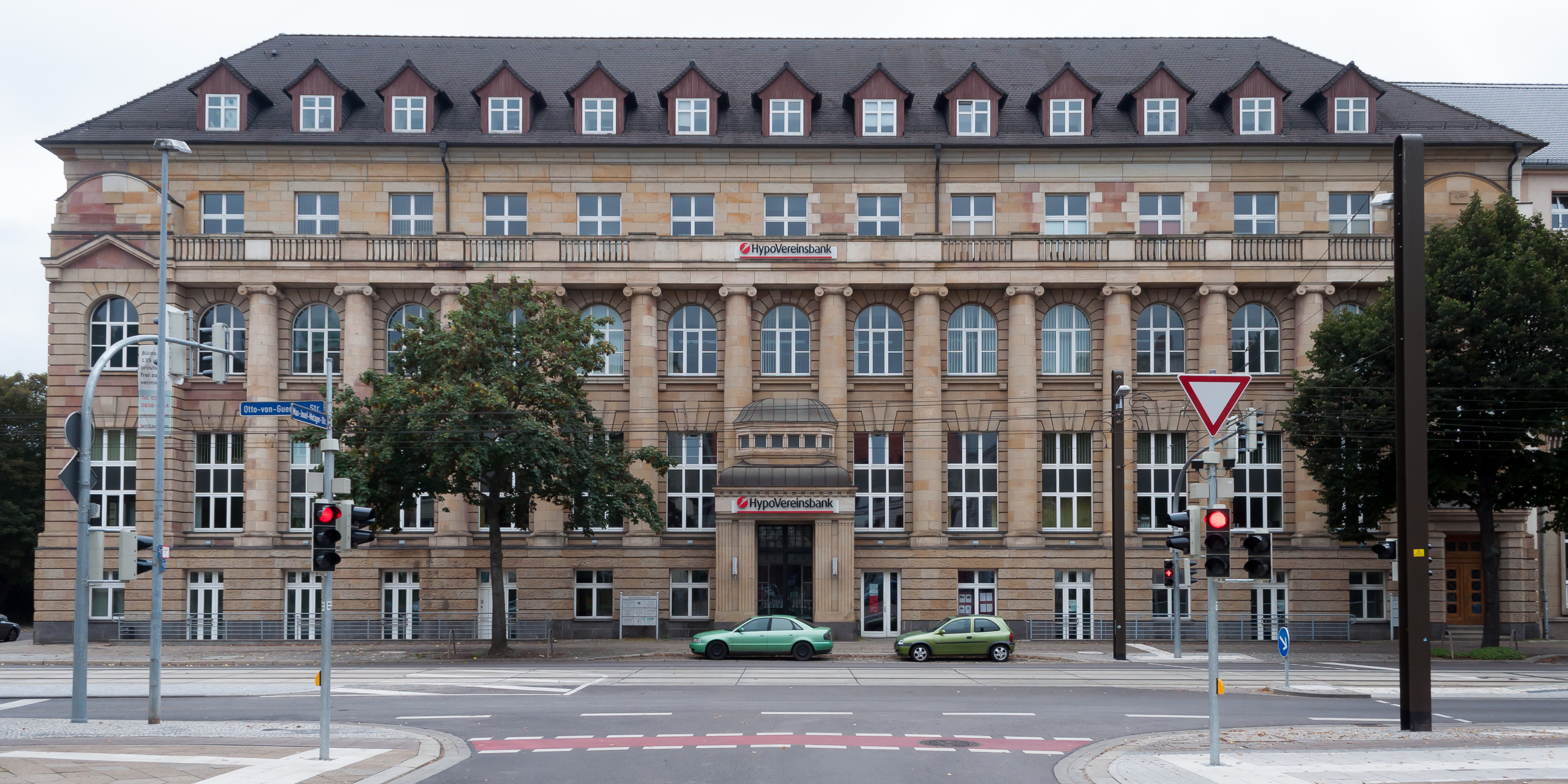
Gebäude in der Otto-von-Guericke-Straße, das von der Kombinatsleitung mitgenutzt wurde

Der VEB Spezialbaukombinat Magdeburg (SBKM) wurde 1964 gegründet und war ein Kombinat in der Deutschen Demokratischen Republik.

## Beschreibung
Zum Leistungsspektrum des Kombinats zählten Feuerfest-Auskleidungen, Bauwerksabdichtungen und Fliesenarbeiten sowie Säureschutzauskleidungen und der Bau von Beton-Spezialkonstruktionen wie Kühl- und Sendetürmen und Siloanlagen (Gleitbau).
Das Kombinat wirkte an diversen Großbaustellen der DDR mit. Hierzu zählten hauptsächliche Neubau- und Erweiterungsprojekte für Kraftwerke, Chemieanlagen und sonstige Industrieanlagen. Auch am Kernkraftwerk Greifswald und zuletzt am Kernkraftwerk Stendal wurde durch das Kombinat mitgebaut. Eine Vielzahl von Bauprojekten wurde auch im sozialistischen Ausland realisiert.
Das Kombinat unterstand dem Ministerium für Bauwesen. Weitere zentralgeleitete Kombinate des Bauwesens können in der Liste von Kombinaten der DDR eingesehen werden.

## Geschichte
Das Kombinat entstand zum Jahresbeginn 1964 durch die Angliederung des VEB Bautenschutz Leipzig und des VEB Spezialbau Leipzig an den VEB Spezialbau Magdeburg, der seinerseits 1954 gegründet wurde. Das Kombinat wurde – im Gegensatz zu vielen anderen Kombinaten – nicht durch einen Stammbetrieb geführt, sondern durch eine separate Kombinatsleitung. Diese wurde in der Magdeburger Otto-von-Guericke-Straße 27–28 eingerichtet. Die drei oben genannten Kombinatsbetriebe wurden zudem durch eine eigene Leitungsstruktur geführt.
Im Zuge der Wende und der anschließenden Wiedervereinigung wurde das Kombinat 1990 aufgelöst und seine Betriebe wurden privatisiert. Hierzu wurden die Kapitalgesellschaften Spezialbau Aktiengesellschaft (ehemals Kombinatsbetrieb Feuerungs- und Grundbau und Kombinatsleitung), Sächsische Spezialbau GmbH (ehemals Kombinatsbetrieb Beton- und Kühlturmbau) und Säureschutz GmbH (ehemals Kombinatsbetrieb Säureschutz) gegründet.

## Zugehörige Betriebe
Zum Kombinat gehörten 1990 die folgenden Betriebe:
- VEB Beton- und Kühlturmbau Leipzig
- VEB Feuerungs- und Grundbau Magdeburg
- VEB Säureschutz Leipzig